# Blagoj Nacoski
Blagoj Nacoski, in macedone Благој Нацоски (Skopje, 18 maggio 1979), è un tenore macedone.

## Biografia
Blagoj Nacoski nasce in una famiglia di musicisti, dove comincia gli studi musicali. Successivamente si trasferisce a Roma dove studia con Mirella Parutto e Antonio Boyer. Nel 2003 si diploma al Conservatorio Licinio Refice di Frosinone con il massimo dei voti. Si perfeziona con Raul Gimenez a Barcellona e Silvia Bossa a Firenze
Nel febbraio 2003, fa il suo debutto con il ruolo di Arturo in Lucia di Lammermoor di G. Donizetti al Teatro dell’Opera di Roma, sotto la direzione del Maestro Daniel Oren e con la regia di Graham Vick.
Successivamente canta il ruolo di Don Ottavio nel Don Giovanni di W. A. Mozart a Miskolc (Ungheria) a fianco di Renato Bruson nel ruolo del protagonista. Da quel momento intraprende la carriera internazionale cantando nei maggiori teatri italiani, quali la Scala di Milano, Maggio Musicale Fiorentino, San Carlo di Napoli, Regio di Parma, Carlo Felice di Genova, Verdi di Trieste, La Fenice di Venezia, Lirico di Cagliari, Petruzzelli di Bari, Macerata opera Festival, Alighieri di Ravenna, Fraschini di Pavia, Rendano di Cosenza, e stranieri come la Opernhaus di Zurigo, Frankfurt Oper, Bayerische Staatsoper di Monaco, Staatsoper di Stoccarda, Théatre Royal de la Monnaie di Bruxelles, New York City Opera, Seattle Opera, Canadian Opera Company di Toronto, Teatro Bunka Kaikan di Tokyo, New National Theater di Tokyo, Suntory Hall di Tokyo, Opera di Limoges, Teatro Municipal di San Paolo, Ryutopia Center Niigata, Teatro Solìs di Montevideo, Gran Theatre du Aix-En-Provence, Opera Nazionale Macedone di Skopje, Pusan Cultural Centre, Opera Nazionale Polacca di Varsavia, Pusan Cultural Center, Teatro Nazionale di Praga, Teatro Nazionale di Fiume, come anche il Festival di Salisburgo, Vilnius City Opera, Miskolc Opera Festival, Ohrid Summer Festival, Hallwyl Festival, Paphos Opera Festival ecc. esibendosi con grande successo soprattutto nei ruoli mozartiani come Ferrando (Così fan tutte), Don Ottavio (Don Giovanni), Tamino (Il flauto magico), Belmonte (Il ratto dal Serraglio), Alessandro (Il re pastore) Scipione (Il sogno di Scipione) inciso in DVD per la Deutsche Grammophon, nonché nei ruoli di Almaviva (Il barbiere di Siviglia, Rossini), Lindoro (L'Italiana in Algeri, Rossini), Don Narciso (Turco in Italia, Rossini), Don Ramiro (Cenerentola, Rossini) Ernesto (Don Pasquale, Donizetti), Nemorino (L'elisir d'amore, Donizetti) Fenton (Falstaff, Verdi), Lysander (Il sogno di una notte di mezz'estate, Britten), Peter Quint (Il giro di vite, Britten) Pescatore (Stravinsky, Le Rossignol), Golo (Genoveva, Schumann), Aedo (Marco Polo, Zanettovich – prima mondiale), Orfeo (Orpheé aux Enfers, Offenbach).
Blagoj Nacoski ha collaborato con direttori d'orchestra quali Riccardo Chailly, Nicola Luisotti, Daniel Oren, Bruno Bartoletti, Fabio Luisi, Christoph von Dohnányi, Ivor Bolton, Carlo Rizzi, Thomas Guschlbauer, Antonello Allemandi, Will Crutchfield, Jonathan Webb, Paul Daniel, Julia Jones, Gerard Korsten, Robin Ticciati, Riccardo Frizza e registi come Graham Vick, Gabriele Lavia, Daniele Abbado, Mario Martone, Michael Hampe, Jürgen Flimm, Christof Loy, Luc Bondy, Nikolaus Lehnhof, John Cox, Claus Guth, Peter Kazaras, Francesco Micheli, Marco Carniti, Giorgio Gallione, Michael Sturminger, Stephen Medcalf, Klaus Zehelein, Denis Krief, Davide Livermore, Marina Bianchi. Oltre al DVD de Il sogno di Scipione di Mozart per la Deutsche Grammophon, ha inciso “Ariadne auf Naxos” di R. Strauss in DVD per la TDK, “Roméo et Juliette” di Ch. Gounod in CD per la DECCA, “Lucia di Lammermoor” di Donizetti in CD per la Dynamic, “Te Deum” di Colusso in CD per MR Classics nonché diverse incisioni sia per la Radio che per la Televisione Nazionale Macedone (MRTV), la TV TELMA e la TV giapponese NHK.
Nel 2008 gli è stato conferito il Titolo Onorario “Ambasciatore della cultura della Repubblica di Macedonia” dal Governo macedone. Di recente è stato Pong (Turandot) al Teatro alla Scala di Milano, Spoletta (Tosca) alla Scala di Milano e alla New York City Opera, Don Ottavio (Don Giovanni) a Modena, Lucca e Sassari, Brighella e Tanzmeister (Ariadne auf Naxos) a Montevideo, Almaviva (Il barbiere di Siviglia) a Lecce, Brindisi, nonché a Pusan (Corea del Sud), Don Ramiro (Cenerentola) al Festival di Pafos (Cipro) e protagonista nella prima mondiale de La Paura di Orazio Sciortino al Teatro Coccia di Novara. I prossimi impegni prevedono “Zenobia in Palmira” a Napoli, “Il barbiere di Siviglia” a Trieste, “Turandot” a Macao, “Evgenij Onegin” a Skopje."

## Premi e riconoscimenti
- 1995 - Primo premio al Concorso Nazionale in Opera, Lied e Oratorio in Macedonia, Skopje;
- 1997 - Vincitore assoluto al Concorso Nazionale in Opera, Lied e Oratorio in Macedonia, Bitola
- 2000 - Medaglia d'argento dall'Accademia Filarmonica di Messina
- 2002 - Secondo premio al Concorso Internazionale di canto organizzato da Rotary International, Pescara;
- 2002 - Terzo premio e il finalista più giovane al Concorso Internazionale per i cantanti lirici fino a 38 anni, Alcamo;
- 2002 - Primo premio al Concorso Internazionale della Fondazione "Boris Christoff", Roma;
- 2003 - Premio speciale al Concorso “Spiros Argiris” di Sarzana;
- 2003 - Premio “Pierluigi Damiani” dalla Unione degli Artisti d'Italia;
- 2008 - Proclamato Ambasciatore della Cultura della Repubblica di Macedonia
- 2015 - "Uomo dell'anno" per il quotidiano Nova Makedonija
- 2016 - Proclamato Ambasciatore dell'UNEDUCH
- 2016 - Riconoscimento per la Cultura e l'amicizia Giappone-Macedonia

## CD e DVD
- Mozart, Il Sogno di Scipione, Deutsche Grammophon, 2006
- R. Strauss, Ariadne auf Naxos, TDK, 2007
- Donizetti, Lucia di Lammermoor, Dynamic, 2008
- Gounod, Romeo et Julliette, DECCA, 2012
- Puccini, Turandot, DECCA, 2017

## Galleria d'immagini

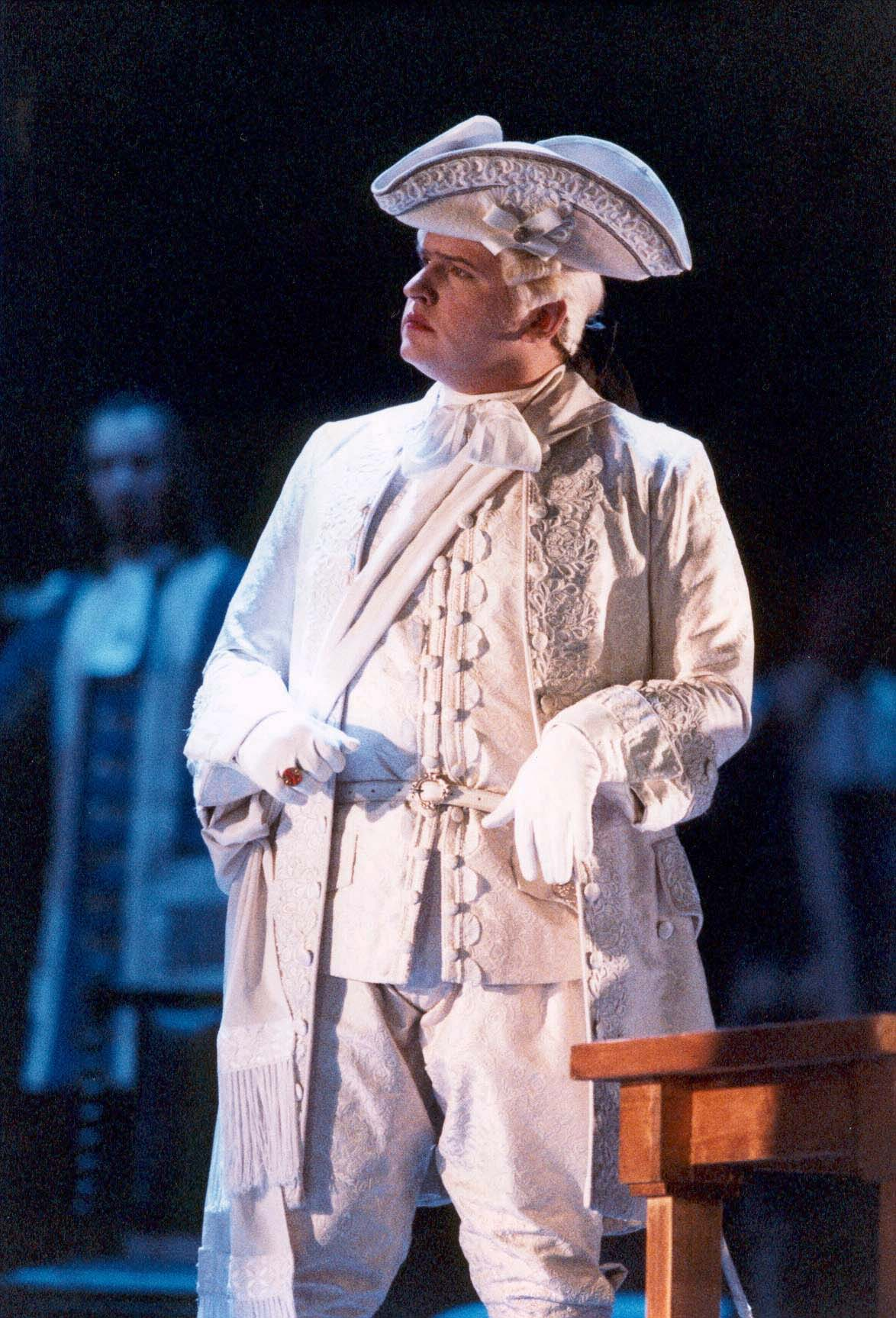
Blagoj Nacoski 2016